# Gottfried Meinhold
Gottfried Meinhold (* 28. Juni 1936 in Erfurt) ist ein deutscher Sprechwissenschaftler und Schriftsteller.

## Biografie
Gottfried Meinhold wuchs in Erfurt auf, wo er 1954 auch sein Abitur am heutigen Heinrich-Mann-Gymnasium Erfurt ablegte und am Pädagogischen Institut Erfurt studierte. Nach dem Staatsexamen als Deutschlehrer 1956 war er Lehrer an der Wilhelm-Pieck-Schule Stadtilm und studierte als Externer an der Universität Jena. Nachdem er 1959 ein Diplom in den Fächern Sprechwissenschaft und Germanistik erworben hatte, war er ab 1960 wissenschaftlicher Mitarbeiter an der Universitäts- und Poliklinik für Zahn-, Mund- und Kieferkrankheiten der Martin-Luther-Universität Halle-Wittenberg sowie Lehrbeauftragter am Institut für Sprechkunde und Phonetische Sammlung der Universität. Er veröffentlichte zahlreiche wissenschaftliche Arbeiten in Phonetik, Sprechwissenschaft, Logopädie, Sprachwissenschaft und Kommunikationswissenschaft.
Meinhold promovierte 1964 an der Humboldt-Universität Berlin und war dann Lektor am Institut für Sprechwissenschaft der Friedrich-Schiller-Universität, später Abteilung Sprechwissenschaft des Germanistischen Institutes. 1968 erfolgte seine Habilitation und 1971 die Ernennung zum Dozenten für Phonetik und Sprechwissenschaft an der Universität Jena. Ab 1985 war Gottfried Meinhold außerordentlicher Professor an der Universität Jena und hatte im Wintersemester 1989/90 eine Gastprofessur an der Universität Heidelberg inne.
1990 wurde er als Mitglied des Wissenschaftlichen Rates sowie des Fakultätsrates der Gesellschaftswissenschaftlichen Fakultät der Friedrich-Schiller-Universität gewählt und war 1990 bis 1993 Prorektor für Geistes-, Kultur- und Sozialwissenschaften, ehe er zum Universitätsprofessor an der Friedrich-Schiller-Universität ernannt wurde. Seit 2001 befindet er sich im Ruhestand.
Meinholds literarische Tätigkeit geht zurück bis in die sechziger Jahre; Veröffentlichungen waren aber erst sehr viel später durchzusetzen. Er nutzt in manchen seiner Bücher die Möglichkeit phantastischer, utopischer Verfremdung, um philosophisch brisante und gesellschaftskritische Fragen anzugehen. Das wurde ihm in der DDR als „politisch angreifbare“ Systemkritik angelastet. Deswegen wurde die Publikation etlicher Romane und Erzählungen behindert: Der Roman Weltbesteigung musste sieben Jahre auf seine Drucklegung warten, der Roman Sein und Bleiben acht Jahre. Die Grenze und der Roman Edermann sowie frühe Versionen des Romans Die Grube, 1968/72 verfasst, wurden nicht publiziert. 1983 inszenierte die Staatssicherheit im Zusammenhang mit dem Roman Sein und Bleiben gegen den Autor einen zielgerichteten IM-Einsatz „zur Verhinderung, Aufklärung und Bekämpfung politischer Untergrundtätigkeit“.
Gottfried Meinhold ist der Vater des thüringischen Universitätsorganisten Wieland Meinhold.

## Werke

### Romane
- 1982 Molt oder Der Untergang der Meltaker, Erzählung (Hinstorff Verlag)
- 1984 Weltbesteigung. Eine Fünftagefahrt, Roman (Das Neue Berlin, 1992 im Heyne Verlag)
- 1988 Mit Rätseln leben. Das Ende einer Expedition, Roman (Hinstorff-Verlag, Rostock)
- 1989 Sein und Bleiben, Roman (Hinstorff-Verlag, Rostock)
- 2000 Die Grenze (VDG Verlag, Weimar)
- 2001 Edermann (Lotos Verlag, Berlin)
- 2008 Prag Mitte Transit, Roman (Geest Verlag, Langförden)
- 2009 Die Grube, Roman (UND-Verlag, Stadtroda)
- 2022 Der Kopernikaner. Eine Pandemie-Parabel von 1980. Mit einem Gespräch zwischen Gottfried Meinhold und Carsten Gansel

### Erzählungen (Auswahl)
- 1984 Liana Halwegia
- 1986 Kilidone und andere Merkwürdigkeiten (Phantastische Erzählungen, Verlag Das Neue Berlin)
- 1990 Der Prinz von Kassalam, In: Olaf Spittel (Hrsg.): Der Trödelmond. Das Neue Berlin, 1990, 282–311
- 1992 Verwechslungen, In: Olaf Spittel (Hrsg.): Zeit-Spiele. Wilhelm Heyne Verlag München, 1992, 144–195

### Lyrik und kleine Prosa
- 1994 Lach-Verbot (Kleine Prosa und Gedichte, Universitätsverlag Jena)
- 1999 Frei-Sprüche (Gedichte, Verlag Helmut Seubert, Nürnberg)

### Essays
- 1989 Erschüttertsein und Widerstehen. In: Pro pace mundi 6, Wissenschaftliche Beiträge der Friedrich-Schiller-Universität, 1990
- 1996 Der große Moment und das kleine Geschlecht. Von Utopie und deutscher Politik. In: Nähe und Ferne. Erlebte Geschichte im geteilten und vereinigten Deutschland, hrsg. v. Ingrid Gamer-Wallert, Elke Blumenthal und Gottwald Klinger. Attempto Verlag Tübingen 1997, S. 31–53.
- 1996 Utopia sacra - Vision, Wahn, Verantwortung. In: Via Regia Internationale Zeitschrift für kulturelle Kommunikation, Sept./Okt. 1996, S. 13–26.
- 2006 Der „Knacks“ - Zur Unvollendbarkeit der „Jahrestage“. In: Internationales Uwe-Johnson-Forum, Band 10, S. 83–107.
- 2009 Männlichkeit als Verhängnis und andere Essays. Geest-Verlag, Langförden

### Sachbücher
- 1973 Deutsche Standardaussprache: Lautschwächungen und Formstufen (Wissenschaftliche Beiträge der Friedrich-Schiller-Universität Jena)
- 1980 Phonologie der deutschen Gegenwartssprache, mit Eberhard Stock (Bibliographisches Institut)
- 2014 Der besondere Fall Jena. Die Universität im Umbruch 1989–1991 (Quellen und Beiträge zur Geschichte der Universität Jena; 11) Stuttgart: Steiner ISBN 978-3-515-10827-0
- 2021 Prominente Professoren der Musikhochschule Weimar als Handlanger der DDR-Staatssicherheit. Zwei Fallbeschreibungen mit Dokumentation (1957–1989) (Arbeitspapiere des Forschungsverbundes SED-Staat, FU Berlin, Bd. 52) ISSN 0942-3931

### Aufsätze (Auswahl)
Beiträge in der Wissenschaftlichen Zeitschrift der Friedrich-Schiller-Universität Jena (gesellschafts- und sprachwissenschaftliche Reihe):
- Die Intonation des progredienten Syntagmas im Deutschen. Ein Beitrag zur Intonationsstatistik. Band 16, 1967, Nr. 1, S. 95–99.
- Phonetischer Beitrag zur Sprechweise Kehlkopfloser. Band 16, 1967, Nr. 1, S. 101–105.
- Quantität und Häufigkeit von Pausen in gelesenen deutschen Texten im Zusammenhang mit dem Sprechtempo. Band 16, 1967, Nr. 1, S. 107–111.
- Norm und Lautwandel. Band 16, 1967, Nr. 5, S. 593–608.
- Geschwächte Lautformen („weak forms“) in der deutschen Standardaussprache. Band 16, 1967, Nr. 5, S. 609–612.
- Probleme der Zeichenabbildung. Band 19, 1970, Nr. 5, S. 867–877.
- Probleme der Sprachkommunikation. Band 21, 1972, Nr. 5/6, S. 679–690.
- Zum Problem der Sememveränderungen. Band 2, 1972, Nr. 5/6, S. 691–700.
- Ergänzungen zur phonetischen Problematik der Sprechsilbe. Band 21, 1972, Nr. 5/6, 701–715.
- mit Heinz Fähnrich: Phonemstatistischer Vergleich zwischen Georgisch, Awarisch und Tabasaranisch. Band 22, 1973, Nr. 3, S. 409–417.
- mit Gertrud Pätsch: Einige Signaleigenschaften georgischer Medien an Hand oszillographischer Registrierungen. Band 22, 1973, Nr. 3, 419–426.
- mit Heinz Fähnrich: Phonemstatistischer Vergleich zwischen Achwachisch und Andisch. Band 24, 1975, Nr. 5/6, S. 663–669.
- mit Gertrud Pätsch: Einige Signaleigenschaften der abruptiven Laute im Georgischen. Band 24, 1975, Nr. 5/6, S. 649–656.
- Thesen zum Problem Sprache und Denken. Band 28. 1979, Nr. 5, S- 627–631.
- Allophonspaltung bei der Realisation des /r/ im Deutschen. Band 34, 1985, Nr. 1, S. 107–109.